# Branchiophryxus caulleryi
Branchiophryxus caulleryi är en kräftdjursart som beskrevs av Jean Baptiste François René Koehler 1911. Branchiophryxus caulleryi ingår i släktet Branchiophryxus och familjen Dajidae. Inga underarter finns listade i Catalogue of Life.